# Salustià Vicedo Vicedo
Salustià Vicedo Vicedo (Alfafara, 24 de desembre de 1923 - Burbáguena, 31 d'octubre de 2007) va ser un sacerdot i frare franciscà. És conegut per ser el restaurador, junt amb el pare Pedro Escriche, de la presència de l'Orde Franciscana Menor en el Convent de Sant Bernadí (Petra) així com per ser un dels pilars de la Premsa Forana de Mallorca.

## Biografia
De vocació tardana, va estudiar Humanitats al Seminari de Benissa. En 1952 va fer el noviciat al Monestir del Sant Esperit de la Muntanya, a Gilet, on va emetre la professió temporal l'any següent. El 1956 va fer la professió solemne a Terol i ordenat sacerdot el 7 de setembre del 1958.
Durant molts anys va desenvolupar el seu ministeri a la Custòdia de San Antonio de la República Argentina, on, el 1964, va fundar el col·legi de Sant Francesc d'Assís a la ciutat de San Juan. Després de tornar de l'Argentina, Salustiano Vicedo va arribar al convent de Petra el 26 d'agost de 1969, tancant el parèntesi de l'absència dels Frares Menors de Sant Francesc en aquest espai. Un parèntesi que s'havia obert amb la desamortització de Mendizábal el 1836. Vicedo va romandre al convent de Petra durant 22 anys, fins al mes de juliol de 1991: treballador irreductible, al mateix temps que era superior de la seva comunitat i vicari de la parròquia de Sant Pere, va emprendre l'adaptació de l'edifici conventual i la restauració de l'església de Sant Bernadí. L'abril del 1974, a Petra, va fundar la revista encara vigent, Apóstol y Civilizador que amb el temps va donar lloc a una impremta del mateix nom i va servir de suport a la immensa majoria de les publicacions de la Premsa Forana de Mallorca en els seus millors temps. En la col·lecció «Petra Nostra» va editar obres locals i també sobre la figura de Juníper Serra, en la qual s'incloïen els llibres escrits per ell mateix sobre el convent de Petra i l'evangelitzador de Califòrnia.
Una altra de les seves obres magnes va ser l'escriptura i edició dels tres volums d'Alfafara: raíces, historia y actualidad (2000), amb la qual va dotar al poble d'Alfafara de l'únic llibre que parla de la seva història i tradicions. Quan ja li van faltar les forces va estar als convents de Sant Llorenç de València, i a Ontinyent, i, al final dels seus dies, a Burbáguena. Va morir el 31 d'octubre de 2007 als 83 anys, 54 de vida religiosa i 49 de sacerdoci a Burbáguena (Terol). Les seues restes mortals descansen al cementiri d'Alfafara, el seu poble natal.

## Obra publicada
Llibres
- Conozca a un hombre excepcional; Fray Junípero Serra (1978)
- La música en Alfafara (1979)
- La casa solariega de la familia Serra (1984)
- Noticias de la Nueva California (1989)
- A l'aurora el meu cant en la festa d'este any (1990)
- A Sant Roc que és popular, estos versos vull cantar (1991)
- Convento de San Bernardino de Sena (1991)
- Fray Francisco Palou, O.F.M., un mallorquín fundador de San Francisco de California (1992)
- El mallorquín Fray Juan Crespí, O.F.M. misionero y explorador: sus diarios (1994)
- Sorpresas en el camino hacia Dios (1999)
- Alfafara: raíces, historia y actualidad, 3 vol. (2000)
- Escritos de Fray Junípero Serra (2015) (postmortem, Pedro Riquelme Oliva, coordinador de l'edició)